# بوبي ويلسون (لاعب كرة سلة مواليد 1951)
بوبي ويلسون (بالإنجليزية: Bobby Wilson)‏ مواليد 15 يناير 1951 في إنديانابوليس، هو لاعب كرة سلة أمريكي سابق. بدأ مسيرته الاحترافية في سنة 1974. تم اختياره من قبل فريق شيكاغو بولز خلال الدرافت. يبلغ طوله 6 قدم 3 بوصة (1.9 م). اعتزل اللعب في 1986.

## المسيرة الاحترافية
لعب مع شيكاغو بولز من سنة 1974 إلى 1976، ثم لعب مع بوسطن سيلتكس في سنة 1977، ثم لعب مع إنديانا بايسرز في سنة 1977، ثم لعب مع فورتيتودو بولونيا في الدوري الإيطالي في موسم 1984–1985.

## روابط خارجية
- بوبي ويلسون على موقع إن بي أي (الإنجليزية)
- بوبي ويلسون على موقع سبورتس رفرنس (الإنجليزية)
- بوبي ويلسون على موقع كلية كرة السلة في سبورتس رفرنس.كوم (الإنجليزية)
- بوبي ويلسون على موقع ريلجم (الإنجليزية)